# Arthur William à Beckett

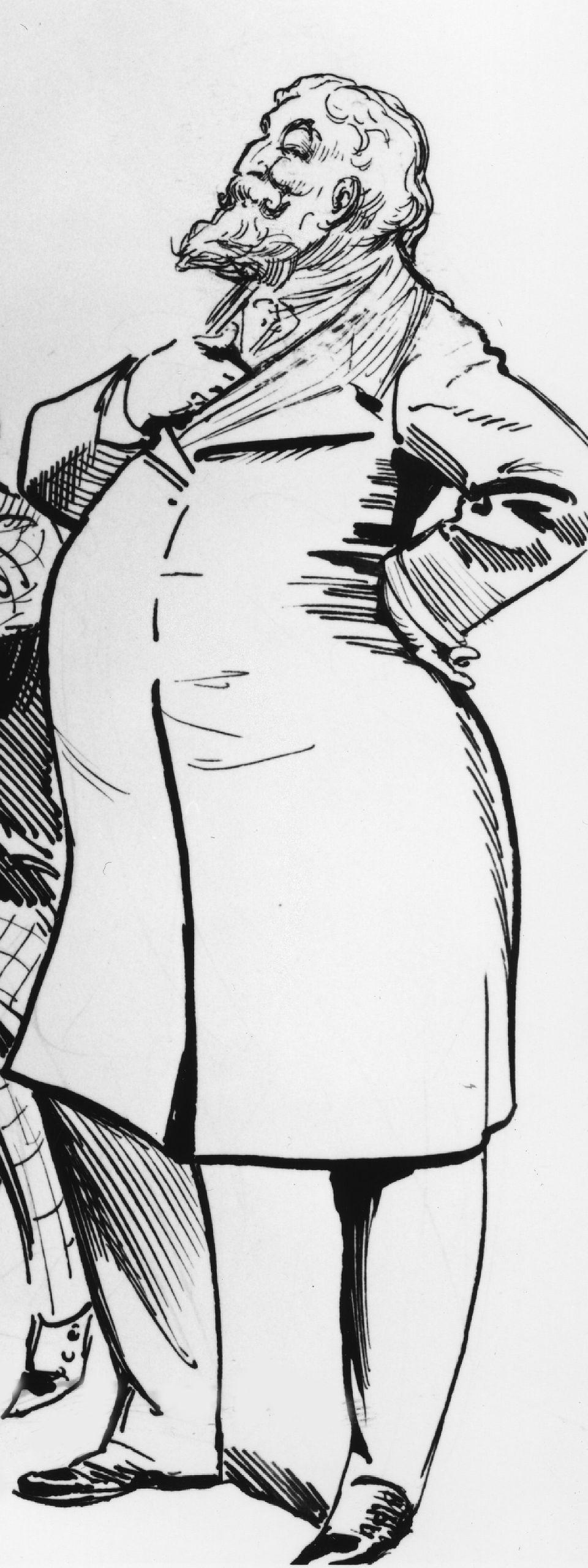
Arthur William à Beckett, Harry Furniss.

Arthur William à Beckett, född 25 oktober 1844 i London, död 14 januari 1909, var en brittisk journalist, dramaturg och författare. à Beckett var liksom sin far Gilbert Abbott à Beckett medarbetare i satirtidskriften Punch. Även den äldre brodern Gilbert Arthur à Beckett var författare.